# Kenneth Grahame
Kenneth Grahame (Edimburgo, 8 marzo 1859 – Pangbourne, 6 luglio 1932) è stato uno scrittore britannico.
Autore di narrativa fantastica per ragazzi, fu apprezzato almeno altrettanto dagli adulti. La sua opera più famosa è Il vento tra i salici, considerato un classico della letteratura per l'infanzia inglese. Un'altra sua opera, Il drago recalcitrante, fu trasposta nel film nel 1941 Il drago riluttante dalla Disney, che traspose anche Il vento tra i salici in un mediometraggio poi confluito ne Le avventure di Ichabod e Mr. Toad.

## Biografia
Grahame nacque a Edimburgo, in Scozia, ma nella sua infanzia, in seguito alla perdita dei genitori, andò a vivere con la nonna sulle sponde del Tamigi nel sud dell'Inghilterra. Fu uno studente eccellente presso la St Edward’s School, a Oxford, e pur desideroso di proseguire gli studi presso l'Università di Oxford, per motivi di ordine economico nel 1879 entrò alla Banca d'Inghilterra fino al 1908. Nel 1909 Grahame si licenziò dalla carica di segretario della Banca d'Inghilterra. Si ritirò in campagna dove, come i personaggi del suo romanzo, passò gran parte del suo tempo navigando sul fiume Tamigi.
Il suo matrimonio con Elspeth Thomson non fu felice. Il loro unico figlio, Alastair, cieco da un occhio dalla nascita, durante la sua breve vita fu segnato da problemi di salute. Per lui Grahame compose i racconti poi perfezionati sotto forma di romanzo ne Il vento tra i salici. Alastair si tolse la vita due giorni prima del suo ventesimo compleanno, gettandosi sotto un treno. Kenneth Grahame morì a Pangbourne, nel Berkshire, nel 1932. Ora è nel cimitero di Holywell, nell'Oxfordshire, vicino a quello di un altro scrittore, l'americano James Blish.

## Opere
- Pagan Papers (1893)
- L'età d'oro (1895)
- Giorni di sogno (1898)
- La tagliateste (1898)
- Il vento tra i salici (1908), illustrato da E. H. Shepard
- Bertie's Escapade (1949), illustrato da E. H. Shepard